# Стен Ян Ернестович
Ян Ернестович Стен (23 березня 1899, маєток Вендей волості Сарканю Венденського повіту Ліфляндської губернії, тепер Талсинський край, Латвія — розстріляний 20 червня 1937, місто Москва, тепер Російська Федерація) — радянський партійний діяч, філософ, відповідальний секретар Симбірського губернського комітету РКП(б). Член Центральної контрольної комісії ВКП(б) у 1925—1930 роках.

## Життєпис
Народився в родині наймита в маєтку Вендей волості Сарканю Венденського повіту Ліфляндської губернії. Три роки навчався в початковій школі. Наймитував у заможних селян у Венденському повіті. Закінчив трирічне міське училище.
Учасник революційного руху в Латвії. З 1912 року брав участь у діяльності Малієнської Соціал-демократії Латиського краю (СДЛК). Член СДЛК з 1914 року. Влітку 1915 року заарештований, провів у в'язниці два місяці.
У 1915 році вступив до вчительської семінарії в місті Вольмар (Валмієра).
Член РСДРП(б) з квітня 1917 року.
З квітня 1917 року — секретар Мадонського комітету РСДРП(б) Ліфляндської губернії. Тоді ж був заарештований та засуджений військово-польовим судом до страти, але незабаром звільнений. У червні 1917 року після окупації балтійського регіону німцями евакуювався разом із вчительською семінарією до міста Сизрань Симбірської губернії. 
Брав участь у Жовтневому перевороті 1917 року в Сизрані. У 1917—1918 роках — член виконавчого комітету Сизранської ради робітничих і солдатських депутатів. Один із організаторів комсомольського руху в Сизранському повіті, в 1918 році створив «Фракцію учнів комуністів та співчуваючих». Брав активну участь у громадянській війні, воював із «білочехами», служив на політичній роботі в 43-й стрілецькій дивізії Червоної армії. У 1918—1920 роках — член виконавчого комітету Сизранської повітової ради.
1919 року закінчив вчительську семінарію, читав курс з основ філософії в Сизранському робітничому університеті. Одночасно з 1919 по 1920 рік працював завідувачем Сизранського повітового відділу народної освіти.
З вересня 1919 по 1920 рік — голова Сизранського повітового комітету РКП(б) Симбірської губернії. 
З серпня по листопад 1920 року — секретар Симбірського губернського комітету РКП(б).
З 26 січня по 14 травня 1921 року — відповідальний секретар Симбірського губернського комітету РКП(б). У березі 1921 року, як делегат з'їзду РКП(б), брав участь у придушенні повстання в Кронштадті. У 1921 році був відряджений на партійну роботу в Сибір, але незабаром відкликаний на навчання до Москви.
У 1921—1922 роках навчався на курсах при Соціалістичній академії в Москві. З 1922 року — слухач першого набору Інституту Червоної професури, філософське відділення якого закінчив у 1925 році.
У 1924—1927 роках — завідувач сектору пропаганди агітаційно-пропагандистського відділу Виконавчого комітету Комуністичного Інтернаціоналу. Одночасно в 1925 році — заступник завідувача агітаційно-пропагандистського відділу Виконавчого комітету Комуністичного Інтернаціоналу.
Одночасно в 1924—1927 роках — викладач Московського державного університету, викладач Інституту Червоної професури, член редакційної колегії журналів «Революція та культура», «Під прапором марксизму». З 4 січня 1926 по травень 1927 року — завідувач методичного відділу Народного комісаріату робітничо-селянської інспекції СРСР.
12 травня 1927 — 20 липня 1928 року — заступник завідувача агітаційно-пропагандистського відділу ЦК ВКП(б). У 1928 році — заступник завідувача відділу агітації, пропаганди та друку ЦК ВКП(б).
У липні 1928—1930 роках — заступник директора Інституту Маркса — Енгельса — Леніна при ЦК ВКП(б). Фахівець з діалектики, гносеології, соціальної філософії.
Одночасно в 1928—1931 роках — член редакційної ради Малої радянської енциклопедії, завідувач контрольної редакції Державного наукового видавництва «Велика радянська енциклопедія», член редакції «Філософської енциклопедії», головний редактор журналу «Під прапором марксизму».
Належав до так званої «бухарінської школи». Під час боротьби з «лівою опозицією» підтримував фракцію Сталіна і Бухаріна, в 1928 році разом з Бухаріним опинився в «правій опозиції», але, на відміну від лідерів, в 1929 році не відмовився від своїх поглядів, хоча і уникав відкритої опозиції. На початку 1930-х років разом із Ломінадзе, Шацкіним та філософом Рохкіним утворив новий «ліво-правий блок».
У 1931—1932 роках — завідувач сектору методології Інституту енергетики Академії наук СРСР. У 1932 році — професор Інституту Червоної професури.
1 жовтня 1932 року заарештований у справі «Союзу марксистів-ленінців». 9 жовтня 1932 року виключений із партії. 11 жовтня 1932 року Колегією ОДПУ у позасудовому порядку засуджений до двох років заслання та відправлений до міста Акмолінська Казакської АРСР, де з 1932 по 1933 рік працював економістом-плановиком «Скотартресту». 21 січня 1934 року, після формального визнання своїх помилок, був звільнений із заслання та відновлений в членах партії.
З 1934 по серпень 1936 року працював завідувачем контрольної редакції Великої радянської енциклопедії в Москві.
Вдруге заарештований органами НКВС 3 серпня 1936 року. Звинувачувався в «участі в контрреволюційній право-лівацькій організації та у створенні бойової групи для підготовки терактів проти керівників ВКП(б) та радянського уряду». 22 вересня 1936 року виключений із ВКП(б). Військовою колегією Верховного суду СРСР 19 червня 1937 року засуджений до страти. Розстріляний 20 червня 1937 року.
7 липня 1956 року реабілітований та 22 вересня 1956 року посмертно відновлений у партії.